# Wilhelm Peters (természettudós)

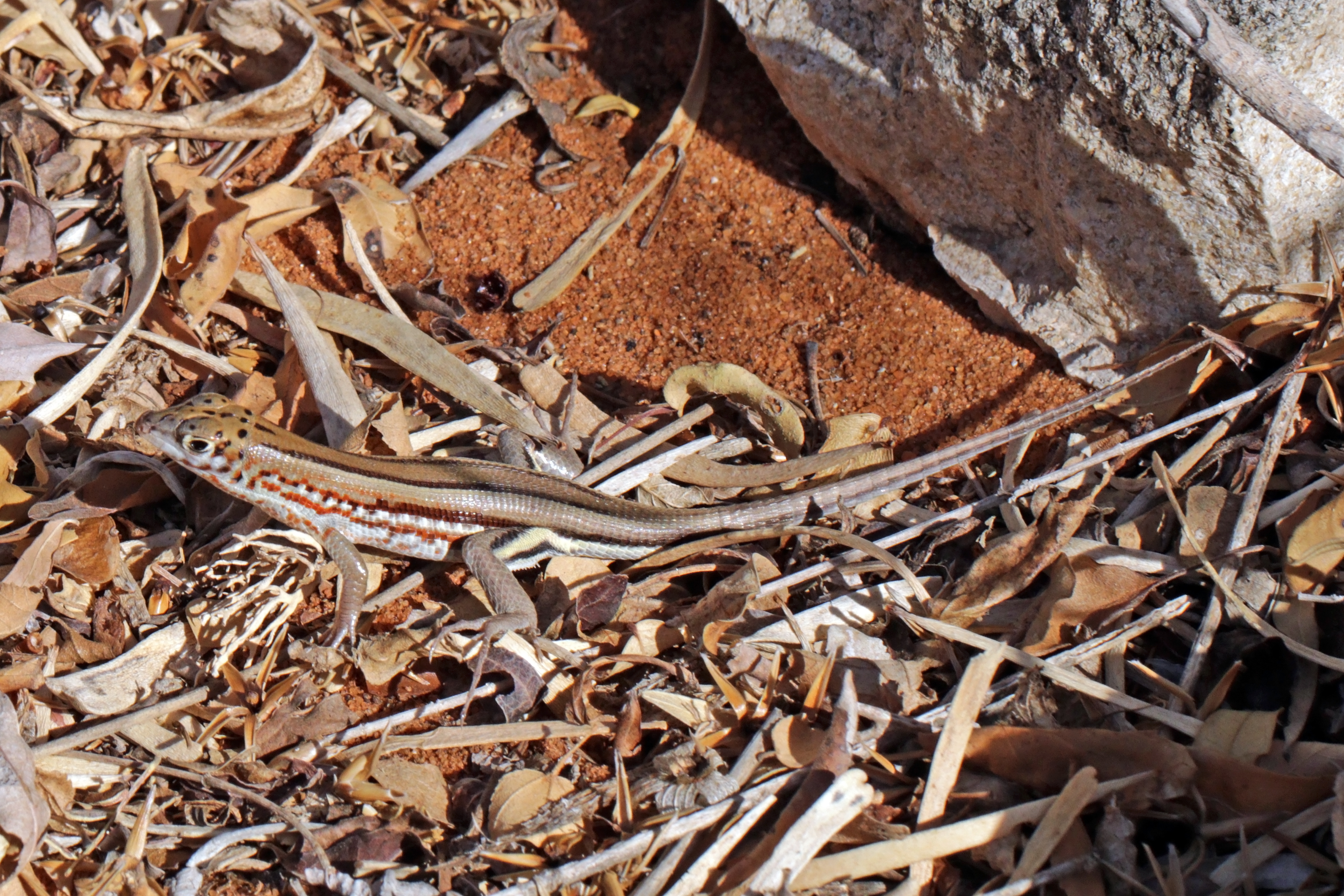
Tracheloptychus petersi

Wilhelm Karl Hartwich (vagy Hartwig) Peters (Koldenbüttel, 1815. április 22. – Berlin, 1883. április 20.) német természettudós és kutató. Zoológiai szakmunkákban nevének rövidítése: „Peters”. Nevét Günther Peters és James A. Peters herpetológusok nevével való összetéveszthetőség miatt időnként „W. Peters” alakban is rövidítik.

## Életpályája
Apja, Hartwig Peters (1784–1848) lelkész volt Flensburgban, édesanyja Catharina Paulina Böckmann (1790–1878) volt. Peters 1834-től orvostudományt és természettudományt tanult, először a Koppenhágai Egyetemen, majd a berlini Friedrich Wilhelms Egyetemen. Doktori címének megszerzése után Henri Milne Edwards francia zoológus társaságában másfél éves kutatóútra indult a Földközi-tenger körüli országokba.
Visszatérte után Johannes Peter Müller összehasonlító anatómus, tengerbiológus asszisztenseként dolgozott. Müller és Alexander von Humboldt kutató támogatásával 1842-ben Angolán keresztül Mozambikba utazott, ahová 1843 júniusában érkezett. Mozambikban a Zambézi tengerpari régiójának kutatásába fogott. 1847-ben Indiát és Egyiptomot érintve utazott vissza Berlinbe hatalmas természetrajzi gyűjteménnyel együtt. Kutatásainak eredményeit a Naturwissenschaftliche Reise nach Mossambique... in den Jahren 1842 bis 1848 ausgeführt (1852–1882) című négykövetes tanulmányában írta le. A munka átfogó képet adott a Mozambikban élő emlősökről, madarakról, hüllőkről, kétéltűekről, folyami halakról, rovarokról és a növényzetről. Fő szakterülete elsősorban a herpetológia volt, pályafutása során a világ különböző tájairól származó 122 nemet és 649 fajt írt le.
1847-ben kórboncnok lett a Berlini Egyetem anatómiai intézetében, ahol 1849-ben docens lett. 1856-ban Martin Hinrich Carl Lichtensteinnek, az egyetem zoológiai múzeumigazgatójának asszisztense lett, akinek annak halála után helyére lépett. Vezetése alatt a múzeum gyűjteménye jelentős növekedésnek indult, néhány év alatt a párizsi és londoni múzeumok gyűjteményének méretével vetekedett. Lichtenstein után ő lett a Berlini Állatkert igazgatója is, a pozíciót 1857-től 1869-ig töltötte be.
1860-ban a Leopoldina Német Természettudományos Akadémia tagja lett, 1851-től volt a Porosz Tudományos Akadémia tagja; 1876-ban a szentpétervári Oroszországi Tudományos Akadémia levelező tagjává választották.

## A róla elnevezett taxonok
Peters nevét több hüllő tudományos neve őrzi, például az Andinosaura petrorum, az Anolis petersii, a Geophis petersii, a Hebius petersii, a Morenia petersi és a Tracheloptychus petersi.
Egy afrikai édesvízi halfajt, az elefánthalat (Gnathonemus petersii) is róla neveztek el. 
Carl Koldewey német sarkkutató róla nevezte el az 1869–1870-es német északi sarki expedíció során felfedezett, Grönland északkeleti partján nyíló Peters-öblöt.

## Munkái
- Naturwissenschaftliche Reise nach Mossambique. Band 1: Zoologie / Säugethiere . Reimer, Berlin 1852 Digitális kiadás, Sächsische Landesbibliothek - Staats- und Universitätsbibliothek Dresden
- Naturwissenschaftliche Reise nach Mossambique. Band 2: Zoologie / Vögel . Reimer, Berlin [1883] Digitális kiadás, Sächsische Landesbibliothek -Staats- und Universitätsbibliothek Dresden
- Naturwissenschaftliche Reise nach Mossambique. Band 3: Zoologie / Amphibien . Reimer, Berlin 1882 Digitális kiadás, Sächsische Landesbibliothek -Staats- und Universitätsbibliothek Dresden
- Naturwissenschaftliche Reise nach Mossambique. Band 4: Zoologie / Flußfische . Reimer, Berlin 1868 Digitális kiadás, Sächsische Landesbibliothek -Staats- und Universitätsbibliothek Dresden
- Naturwissenschaftliche Reise nach Mossambique. Band 5: Zoologie / Insecten und Myriopoden . Reimer, Berlin 1862 Digitális kiadás, Sächsische Landesbibliothek - Staats- und Universitätsbibliothek Dresden
- Naturwissenschaftliche Reise nach Mossambique. Botanik Abth. 1 . Reimer, Berlin 1862 Digitális kiadás, Sächsische Landesbibliothek - Staats- und Universitätsbibliothek Dresden
- Naturwissenschaftliche Reise nach Mossambique. Botanik Abth. 2 . Reimer, Berlin 1864 Digitális kiadás, Sächsische Landesbibliothek - Staats- und Universitätsbibliothek Dresden